# Jules Fournier

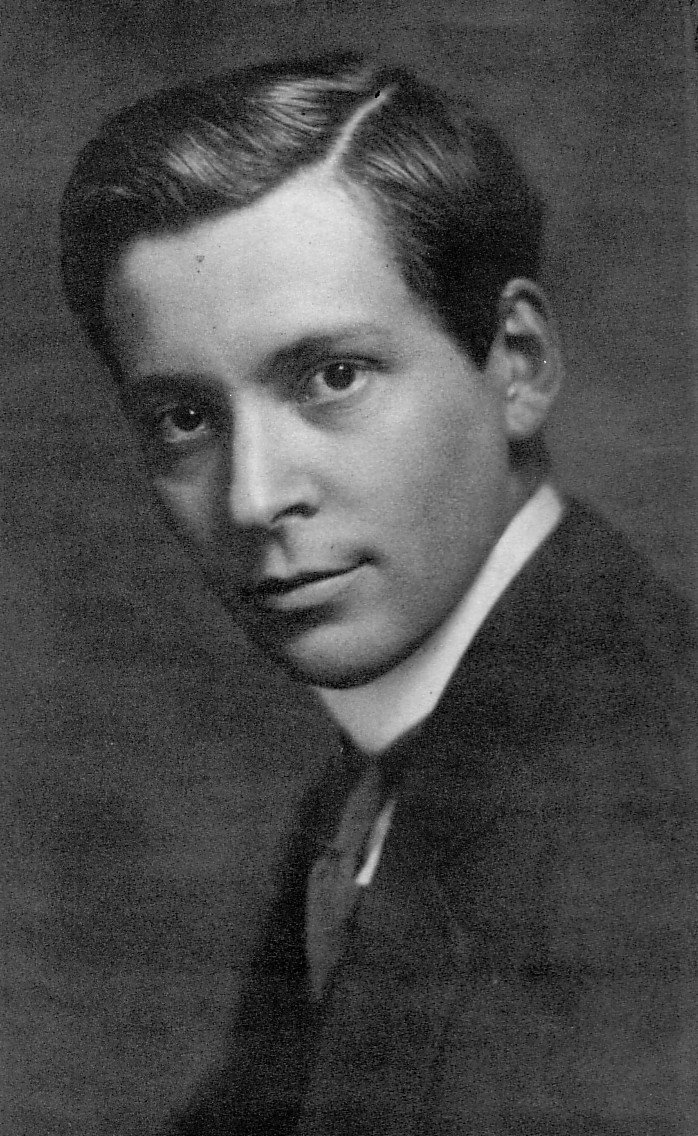
Jules Fournier

Georges-Jules Fournier (* 23. August 1884 in Coteau-du-Lac/Québec; † 16. April 1918 in Ottawa) war ein kanadischer Journalist, Essayist,
Übersetzer und Zeitungsverleger.

## Leben und Wirken
Fournier, der aus einfachen Verhältnissen stammte, besuchte das Collège de Valleyfield, von dem er 1902 wegen einer Auseinandersetzung mit dem Direktor verwiesen wurde. Bereits 1899 und 1900 erschienen erste Artikel von ihm in Le Monde illustré. 1903 erhielt er eine Stelle als Reporter bei der Zeitung La Presse, im Folgejahr wechselte er als Kolumnist zu Le Canada. 1905–06 veröffentlichte er eine Serie von Artikeln zur wirtschaftlichen, sozialen und religiösen Situation der Frankokanadier in Neuengland. Der 1904 entstandene Roman Le crime de Lachine erschien im Folgejahr in Fortsetzungen in der Zeitschrift Le Canada. Ein Vorwort zu dem Roman, das er seinen Kritikern, Freunden und Feinden widmete und das Auftakt einer Auseinandersetzung mit dem Kritiker Charles ab der Halden wurde, erschien 1906 in der Revue canadienne. 1907 wurde Founier unter dem Pseudonym Pierre Beaudry Autor bei der Zeitschrift Le Nationaliste seines Freundes Olivar Asselin, 1908 deren Herausgeber.
Wegen satirischer Beiträge wurde er mehrfach gerichtlich belangt und kam 1909 für siebzehn Tage in Haft. Nach seiner Entlassung wurde er öffentlich auf dem Marché Saint-Jacques in Montreal gefeiert und veröffentlichte die Souvenirs de prison, in denen er mit den Haftbedingungen abrechnete. Nach kurzer Arbeit für
Le Devoir reiste er 1910 als Korrespondent von La Patrie nach Frankreich, wo er u. a. Anatole France, Jules Lemaître, Frédéric Mistral und Henri Rochefort kennenlernte und Wahlversammlungen von Maurice Barrès besuchte.
1911 gründete Fournier die Zeitschrift L'Action, in der Beiträge von Asselin, Arthur Beauchesne, Ferdinand Paradis und Édouard Montpetit, Marcel Dugas, Robert La Roque de Roquebrune, René Chopin, Albert Lozeau und Paul Morin sowie Auszüge aus Werken klassischer und zeitgenössischer
französischer Autoren erschienen. Nach einer erfolglosen Klage des Herausgebers von La Patrie, Louis-Joseph Tarte im ersten Jahr des Bestehens der Zeitung verklagte ihn 1915 – ebenfalls erfolglos – der Bürgermeister von Montreal, Médéric Martin, den er einen „großen Dieb“ genannt hatte.
1916 war Fournier kurze Zeit Stadtrat in Montreal, 1917 erhielt er eine Stelle als Übersetzer beim Senat von Kanada, verstarb aber wenige Monate später dreiunddreißigjährig an einer Lungenentzündung, möglicherweise auch an der Spanischen Grippe.
Mehrere Ausgaben erlebte Founiers Anthologie des poètes canadiens, die 1913 erstmals veröffentlicht wurde. Eine Sammlung seiner Artikel, Essays, Satiren und Reiseberichte veröffentlichte seine Witwe 1922 unter dem Titel Mon encrier. 1980 stiftete der Conseil de la Langue Française den Jules-Founier-Preis für Journalisten.

## Quelle
- Jules Fournier. In: Dictionary of Canadian Biography. 24 Bände, 1966–2018. University of Toronto Press, Toronto (englisch, französisch).

| Personendaten    | Personendaten                                                     |
| ---------------- | ----------------------------------------------------------------- |
| NAME             | Fournier, Jules                                                   |
| ALTERNATIVNAMEN  | Fournier, Georges-Jules (vollständiger Name)                      |
| KURZBESCHREIBUNG | kanadischer Journalist, Zeitungsverleger, Übersetzer und Essayist |
| GEBURTSDATUM     | 23. August 1884                                                   |
| GEBURTSORT       | Coteau-du-Lac                                                     |
| STERBEDATUM      | 16. April 1918                                                    |
| STERBEORT        | Ottawa                                                            |